# Bob Dole
Robert Joseph Dole (Russell, 22 de julho de 1923 – Washington, D.C, 5 de dezembro de 2021), mais conhecido como Bob Dole, foi um político e advogado americano que serviu como senador pelo estado do Kansas de 1969 a 1996.
Dole ficou conhecido por sua longa carreira no Senado dos Estados Unidos, professando posições majoritariamente conservadoras, embora fosse capaz de dialogar com Democratas em várias questões (especialmente econômicas). Tentou também ser o candidato do seu partido em 1980, mas o preferido foi Ronald Reagan.
Foi ainda o candidato à presidência dos Estados Unidos pelo Partido Republicano na eleição presidencial de 1996 e candidato à vice-presidência na eleição presidencial de 1976.
Dole morreu em 5 de dezembro de 2021, aos 98 anos de idade.